# Brestovik
Brestovik (em cirílico:Брестовик) é uma vila da Sérvia localizada no município de Grocka, pertencente ao distrito de Belgrado, na região de Šumadija. Possuía uma população de 1036 habitantes segundo o censo de 2009.

## Demografia
| 1948  | 1953  | 1961  | 1971  | 1981  | 1991  | 2002  |
| ----- | ----- | ----- | ----- | ----- | ----- | ----- |
| 1 043 | 1 038 | 1 047 | 1 050 | 1 038 | 1 129 | 1 076 |